# マカロニック
マカロニック (Macaronic) またはマカロニ体、異言語形混交体、多言語文体とは、異なる言葉をごちゃ混ぜにして書くこと。異なる言語で書かれたテキストが1区切りになっているのではなく、同一のコンテクストの中で使われる。バイリンガル駄洒落 (Bilingual pun) もマカロニックの一種である。この語は混種語を指す場合もある。話し言葉におけるコードスイッチング（会話の中で1つ以上の言語・方言を用いること）に相当する。ラテン語と土地言語（口語）が混交した場合はとくに「雅俗混交体」と呼ばれ、それを用いて書かれた滑稽な詩は「雅俗混交体狂詩」である。
マカロニ・ラテン語 (Macaronic Latin) は自国語 (Vernacular) にラテン語の語尾をつけた、あるいは、パスティーシュでラテン語に自国語を混ぜた、ごちゃ混ぜのジャーゴンのことである（変則ラテン語 Dog Latinも参照）。
「Macaronic」という語は軽蔑的な含みを持ち、通常はユーモアか風刺を意図した作品に用いられる。大部分のマカロニック文学はそうした作品である。一方で、真面目な性格や目的を持つ言語の混交した文学もあり、それに対して「Macaronic」という語を使っていいのかは議論の対象となっている。

## 歴史

### 中世ヨーロッパのラテン語・自国語混交詩
中世の末期、ヨーロッパ中でラテン語と自国語が混交したテキストが現れた。この当時、ラテン語は学者、聖職者、大学の学生では依然として使われていたが、詩人、吟遊詩人、物語作家たちの間では自国語に場を奪われていた。
『カルミナ・ブラーナ』（1230年頃編纂）にはラテン語と中世ドイツ語・フランス語の混交したいくつかの詩が含まれている。クリスマス・キャロルの『諸人声あげ (In Dulci Jubilo)』の第1連もそうで、この歌のオリジナルは1328年頃、ギリシャ語を参考に、ラテン語にドイツ語を混交して作られた。初期の言語の混交した作品はユーモアを狙ったものもあれば、詩的な効果を狙って使われるものもあった。
初期の他の例では、中英語で演じられた「ウェイクフィールド・サイクル」（1460年頃。「神秘劇」参照）がある。その中の第24番目の劇『The Talents』の中で、ポンティウス・ピラトゥスは英語とラテン語の韻文を混交して喋っている。

### ラテン語・イタリア語マカロニック詩
「macaronic」という語は14世紀後期にパドヴァで生まれたと言われている。語源は当時農民が食べていたパスタやダンプリングの一種である「maccerone」である（「maccerone」は「Macaroni（マカロニ」の語源だと推測されている）。「雅俗混交体狂詩」としてはTifi Odasiがラテン語とイタリア語を混交させて書いた滑稽詩『Macaronea』（1488年もしくは1489年に出版）がはじまりで、それと同時期に出版されたパドヴァのコッラードの『Tosontea』も雅俗混交体狂詩である。
Tisiたちは明らかに、当時の医者、学者、官僚の多くが使っていた怪しげなラテン語を風刺することを意図していた。「マカロニ・ラテン語 (macaronica verba)」は無学・不注意に起因する一方で、普通の人々が俗語に頼らずに自分の言いたいことを人に判らせようとして話した結果でもあった。
言語の混交したきわめて特殊な例は、フランチェスコ・コロンナ (Francesco Colonna) の『ヒュプネロトマキア・ポリフィリ』（1499年）である。基本的にはイタリア語の統語論と形態論を使って書かれているが、ラテン語、ギリシャ語、他を語源として作った語彙も使われている。Tisiの『Macaronea』とは同じ時代だが、『ヒュプネロトマキア・ポリフィリ』は言語の混交をユーモアとして使うのではなく、むしろ本の奇想天外だが洗練された性質を強める美学的技法として使っている。
Tisiの『Macaronea』は人気を博し、マカロニ・ラテン語で書かれたユーモア作品は16世紀・17世紀、とくにイタリアで隆盛を極めた。その中でも重要な作品がテオフィロ・フォレンゴ (Teofilo Folengo) の『Baldo』である。フォレンゴは自分の詩を「小麦粉・チーズ・バターで作った粗末な混ぜ物」と言った。

### 他のマカロニック詩
マカロニック詩は、たとえば19世紀中期以前のアイルランドなど、広範囲にわたる多言語あるいは言語接触を持つ文明では一般的である。たとえばアイルランドの『Siúil A Rúin』はマカロニック民謡である。マカロニックな歌はグラスゴーのハイランド移民の間で流行した。英語とスコットランド・ゲール語は、英語が話される環境の異国人の状態を表現する技法として使われた。「macaroni」という語自体も人気があったのは、それがゲール語の姓によく使われる「Mac a...] （〜の息子）と似ていたからである。
マカロニック詩はヨーロッパ中世の時代のインドでも一般的に使われた。そこではムスリムの支配者の影響で、詩人たちはヒンディー語とペルシア語で交互に詩を書いた。アミール・ホスロー（またはクスロー。Amir Khusro）がこのスタイルを用い、ウルドゥー語とヒンドゥスターニー語の台頭に重要な役割を果たした。

## 現代のマカロニック文学

### 散文
カルロ・エミリオ・ガッダ (Carlo Emilio Gadda) など現代のイタリアの作家たちは今でもマカロニックなテキストを使っている。ウンベルト・エーコの『薔薇の名前』（1983年）の登場人物サルヴァトーレや『Baudolino』（2000年）の主人公が使っているし、ダリオ・フォの『Mistero Buffo』ではマカロニックの要素を持つ言語が寸劇（具体的にはGrammelot）の見所になっている。
ヘレン・デウィット (Helen DeWitt) の小説『The Last Samurai』（2000年）には、日本語、古代ギリシア語、イヌクティトゥット語が混交している。
ポーランドの小説家ヘンリク・シェンキェヴィチの『Trylogia』もマカロニックで著されている。
『Mots D'Heures: Gousses, Rames』は『マザー・グース』をマカロニックに表したものである。テキストは、声に出して読むと英語の押韻のように読める、誤ったフランス語で書かれている。

### 詩
ジョージ・ゴードン・バイロンの詩『アセンズの娘よ、別れる前に (Maid of Athens, ere we part)』（1810年）は英語と、ギリシャ語のリフレインで書かれている。ロバート・ルーカス・デ・ピアソル (Robert Lucas de Pearsall) による『諸人声あげ』の翻訳（1837年）も英語とラテン語混交詩である。この2つは非ユーモアのマカロニック作品である。
近現代の雅俗混交体狂詩では作者不詳の英語とラテン語が混交した『Carmen Possum』がある。この詩はラテン語の初等講座でラテン語に興味を持たせる目的で使われることもある。他には、A・D・ゴドレイ (A. D. Godley) の『The Motor Bus』、作者不詳の『Up I arose in verno tempore』がある。
最近の例では、マルタの詩人Antoine Cassarが『mużajki or mosaics』（2007年）を英語、スペイン語、マルタ語、イタリア語、フランス語を混交させて書いた。